# Boys Mix
Boys Mix – czternasty album polskiego zespołu Boys wydany w maju 1999 roku w firmie fonograficznej Green Star. Jest to płyta, na której znajdują się największe przeboje zespołu z lat 1994–1999. Album w formie kasety audio ma inną listę i jest podzielony na dwie części. Na stronie A największe przeboje zespołu (Best Mix) a na stronie B wybrane piosenki romantyczne zespołu (Romantic Mix).

## Lista utworów

### Wersja CD
1. "Jagódka"
2. "Jesteś szalona" (Muzyka: Janusz Konopla; Słowa: Janusz Konopla, Marcin Miller)
3. "Kochaj mnie" (Muzyka: Igor Giro; Słowa: Marcin Miller)
4. "Sen"
5. "List"
6. "Jedynie ty"
7. "Usłysz wołanie" (Muzyka i słowa: Marcin Miller)
8. "Twe oczy" (Muzyka i słowa: Marcin Miller)
9. "Dlaczego" (Muzyka i słowa: Marcin Miller)
10. "Jesteś ładna"
11. "Dziewczyna z marzeń"
12. "Kochana uwierz mi" (Muzyka i słowa: Marcin Miller)
13. "Wracaj"
14. "Gdzie moja wolność" (Muzyka: twórcy ludowi; Słowa: Marek Waszkiewicz)
15. "Bawmy się"
16. "Agnieszka"
17. "Łobuz" (Muzyka: twórcy ludowi; Słowa: Marcin Miller)
18. "Czy to źle"
19. "Chwile dwie"
20. "Nocą się zaczęło"
21. "Ty i ja 1996"
22. "Miłość" (Muzyka: twórcy ludowi; Słowa: Marcin Miller)
23. "Chłop z Mazur" (Muzyka: Igor Giro; Słowa: Marcin Miller)
24. "Czy nie"
25. "Jesteś ładna"
26. "Przyszedł czas"
27. "To nie USA"
28. "Okrutny los"
29. "Tylko ty" (Muzyka i słowa: Marcin Miller)
30. "Nie odchodź proszę"
31. "Jesteśmy razem"
32. "Ty i ja 1998"

### Wersja kasetowa

#### Strona A: (Best Mix Part 1)
1. "Jagódka"
2. "Jesteś szalona"
3. "Kochaj mnie"
4. "Sen"
5. "List"
6. "Ty i ja 1998"
7. "Usłysz wołanie"
8. "Twe oczy"
9. "Dlaczego"
10. "Inna dziewczyna"
11. "Dziewczyna z marzeń"
12. "Kochana uwierz mi"
13. "Wracaj"
14. "Gdzie moja wolność"
15. "Bawmy się"
16. "Agnieszka"
17. "Łobuz"

#### Strona B: (Romantic Mix Part 2)
1. "Czy to źle"
2. "Chwile dwie"
3. "Nocą się zaczęło"
4. "Ty i ja 1996"
5. "Miłość"
6. "Chłop z Mazur"
7. "Czy nie"
8. "Jesteś ładna"
9. "Przyszedł czas"
10. "To nie USA"
11. "Okrutny los"
12. "Tylko ty" (Muzyka i słowa: Marcin Miller)
13. "Nie odchodź proszę"
14. "Jesteśmy razem"